# Janikówka (Sitnica)
Janikówka – nieoficjalny przysiółek wsi Sitnica w Polsce położona w województwie małopolskim, w powiecie gorlickim, w gminie Biecz.
Miejscowość wchodzi w skład sołectwa Sitnica.
W latach 1975–1998 miejscowość położona była w województwie krośnieńskim.